# Yulenia
Yulenia is een geslacht van kevers uit de familie bladkevers (Chrysomelidae).
De wetenschappelijke naam van het geslacht werd in 1886 gepubliceerd door Martin Jacoby.

## Soorten
- Yulenia basipennis Weise, 1912
- Yulenia corporaali Joilvet, 1952
- Yulenia divisa Jacoby, 1904
- Yulenia flavofasciata (Jacoby, 1893)
- Yulenia marginata (Jacoby, 1886)
- Yulenia plagipennis Weise, 1912